# Melanaspis chrysobalani
Melanaspis chrysobalani är en insektsart som först beskrevs av Leonardi 1914.  Melanaspis chrysobalani ingår i släktet Melanaspis och familjen pansarsköldlöss. Inga underarter finns listade i Catalogue of Life.